# Cazaux-d'Anglès
Cazaux-d'Anglès é uma comuna francesa na região administrativa de Occitânia, no departamento de Gers. Estende-se por uma área de 12,6 km². Em 2010 a comuna tinha 120 habitantes (densidade: 9,5 hab./km²).